# 419
Năm 419 là một năm trong lịch Julius.